# چیتلوک (سوکوبانگا)
چیتلوک (به صربی: Čitluk) یک روستا در صربستان است که در سوکوبانگا واقع شده‌است. چیتلوک ۸۰۶ نفر جمعیت دارد.